# Port lotniczy Rocky Point
Port lotniczy Rocky Point – port lotniczy zlokalizowany w miejscowości Rocky Point, na Jamajce.